# Ujung Negeri Hulu
Ujung Negeri Hulu is een bestuurslaag in het regentschap Serdang Bedagai van de provincie Noord-Sumatra, Indonesië. Ujung Negeri Hulu telt 351 inwoners (volkstelling 2010).